# لیبوویتسه
لیبوویتسه (به چکی: Libovice) یک منطقهٔ مسکونی در جمهوری چک است که در شهرستان کلادنو واقع شده‌است.